# 8212 Naoshigetani
8212 Naoshigetani (1995 EF1) là một tiểu hành tinh vành đai chính được phát hiện ngày 6 tháng 3 năm 1995 bởi S. Otomo ở Kiyosato.